# Matkova Tina
Matkova Tina je novela Ivana Preglja, ki je bila prvič objavljena v goriški reviji Mladika leta 1921 z naslovom Matkove Tine prečudno romanje. Zaradi svoje vsebine je doživela negativen sprejem goriške duhovščine. Sedanji naslov je dobila šele leta 1928 v Izbranih spisih I. Zgodba o Matkovi Tini je dopolnitev in zaključek Pregljevega romana Tolminci, ki se navezuje na tolminski kmečki upor pod vodstvom Janeza Gradnika.
V ospredju je Tinino trpljenje pred smrtjo in njena smrt. Snov je zgodovinska, dogajanje pa strnjeno in dramatično – značilno za novelo.

## Vsebina
Novela se začne z odhodom romarjev iz Tolmina do Gorice, kjer bodo usmrtili voditelje kmečkega upora. Na pot odideta tudi krčmar Matko in njegova hči Tina, ki pričakuje otroka. Sredi poti pijani oče zaspi, ne opazi, da ga je hči že prehitela, zato odide nazaj domov. Tina sama le stežka nadaljuje pot, vendar jo žene misel na svojega dragega Janeza, rada bi ga še zadnjič objela. Ko prispe v Gorico, ugotovi, da so ga že usmrtili, zato poišče njegovo truplo, a stražar jo odžene, še preden se uspe posloviti od ljubega. Odloči se vrniti domov, vendar med potjo telesne bolečine postanejo prevelike, skrene s poti in v travi rodi živega otroka, sama pa med porodom umre. Med porodnimi krči zagleda podobo Matere božje, kateri zaupa svojega otroka.
1. ↑  »dLib.si - Mladika«. www.dlib.si. Pridobljeno 15. junija 2024.
2. 1 2  Pregelj, Ivan (1962). Izbrana dela. Celje: Mohorjeva družba.